# Janggu

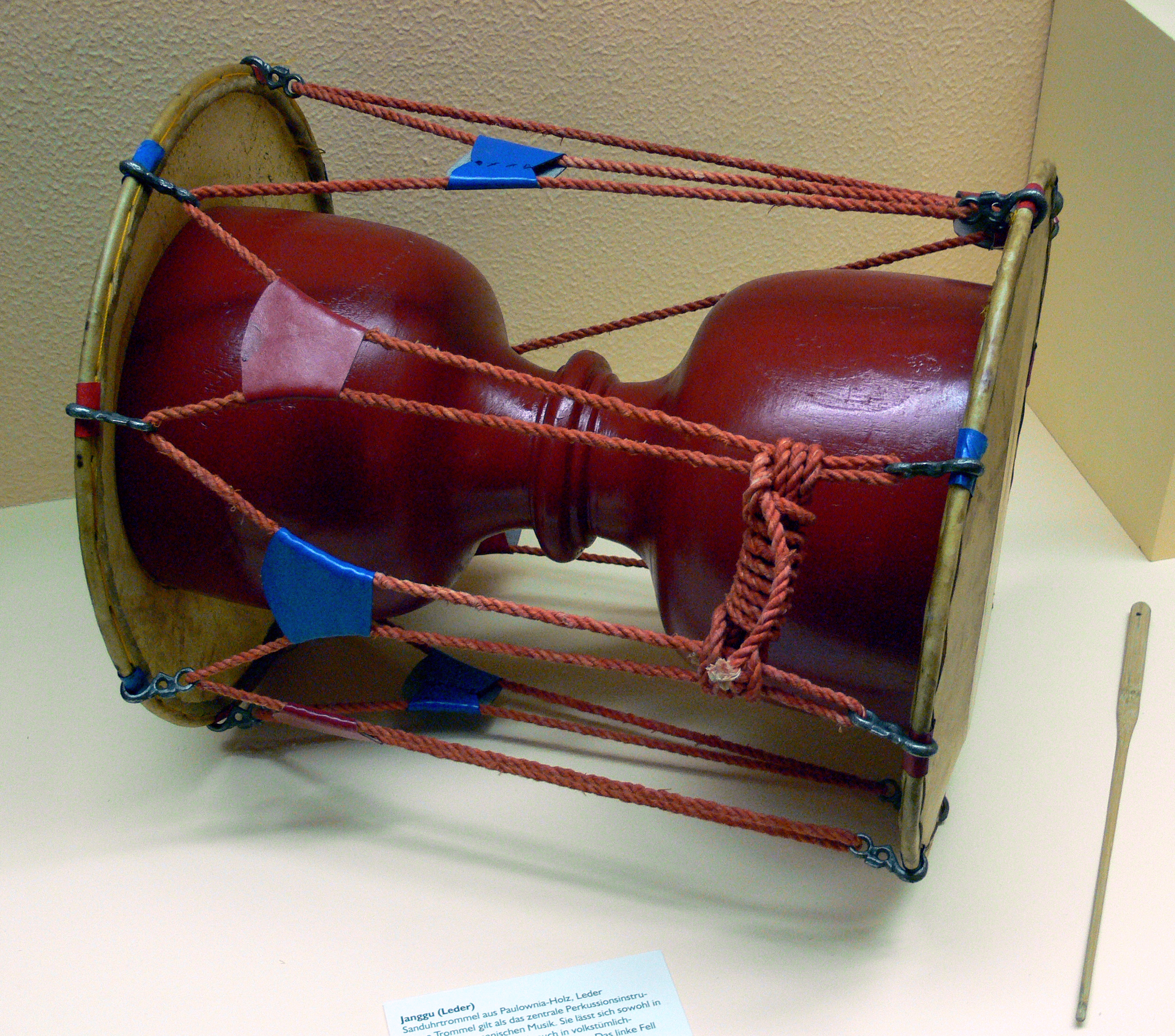
Janngu

El janggu (o janggo; també escrit changgo) i de vegades anomenat seyogo (tambor de cintura esvelta) és el tambor més utilitzat a la música de Corea, de la família dels membranòfons. N'hi ha de molts tipus, però bàsicament consisteix en un cos amb la forma similar a la d'un rellotge de sorra, amb dues membranes fetes amb pell d'animal. Aquestes produeixen sons d'afinacions i timbres diferents que, quan es toquen alhora, es creu que representen l'harmonia entre l'home i la dona.

## Història
La primera iconografia que trobem d'aquest instrument és en una campana que pertany al període Silla (57a.C.-935 d.C.) i una altra en un mural pintat del mateix període a Goguryeo (37 a.C. – 935 d.C.). Les referències coreanes més antigues on apareix un tambor d'aquesta forma les trobem al regne de King Munjong (1047–1084) de Goryeo, utilitzat al camp. El Goryeo-sa (1451), o Història de Goryeo, al capítol 70, esmenta vint janggu com a part d'un regal juntament amb altres instruments musicals per a poder fer música durant els banquets reials de l'emperador Huizong de Song de la Dinastia Song al 1114. En aquest llibre apareix per primera vegada -en una font coreana- el terme janggu. Més tard, al capítol 80, cap a l'any 1076, apareix el terme janggu-opsa (l'intèrpret o professor de janngu).
El janggu pot haver evolucionat del yogo (Hangul: 요고
; Hanja: 腰鼓
; (literalment "tambor de cintura"), un altre tambor similar coreà més petit i que encara s'utilitza avui dia. El yogo es creu que es va originar a partir de l'idakka, un instrument indi introduït a Corea des de l'Índia a través de la Xina durant el període Silla. La primera evidència del yogo la trobem a un mural de pintures de Jipanhyun de Goguryeo, i de les imatges del temple Gameun, a les relíquies de Buda, fet de bronze en el segon any de King Mun (682) durant el període "Unificació de Silla". Va ser durant el temps de Goryeo que la mida del janggu va créixer al seu estàndard actual.
El janggu podia ser escoltat tant a la cort com a la ciutat o al camp, i podia ser tant un instrument solista, com acompanyat d'instruments melòdics en conjunts.

## Construcció
És fet d'un cos de fusta buit amb forma de rellotge de sorra, però també pot ser de porcellana, rajola, metall, carbassa o llauna. Les fustes que més escollides són les de pollancre o paulònia. La paulònia és més popular perquè és una fusta més lleugera i amb una major ressonància produint sons més bonics.
Jorongmok és un tub central i circular que connecta els dos tambors per a aconseguir la forma de vuit. La mida del jorongmok determina la qualitat del to: com més ample és el tub, més profund és el so; com més estret és, més dur.
Les dues membranes estan agafades al cos amb cèrcols metàl·lics i lligades entre elles amb cordills. La membrana esquerra està coberta amb pell gruixuda de vaca, cavall o camussa, per a produir tons profunds i baixos. El costat dret està cobert amb qualsevol pell de gos o amb una pell més lleugera de cavall per a produir tons més alts.
Hi ha dos tipus de baqueta (chae) per a colpejar aquestes membranes, anomenades gungchae i yeolchae. El gungchae té forma de mallet amb un cap rodó. El mànec és fet d'arrel de bambú, bullit i redreçat, fet de fusta de bedoll o banya de cérvol. El gungchae modern, però, també pot ser fet de plàstic; aquesta varietat s'empra sovint per als músics que s'inicien. El yeolchae sempre és fet de bambú.

## Interpretació

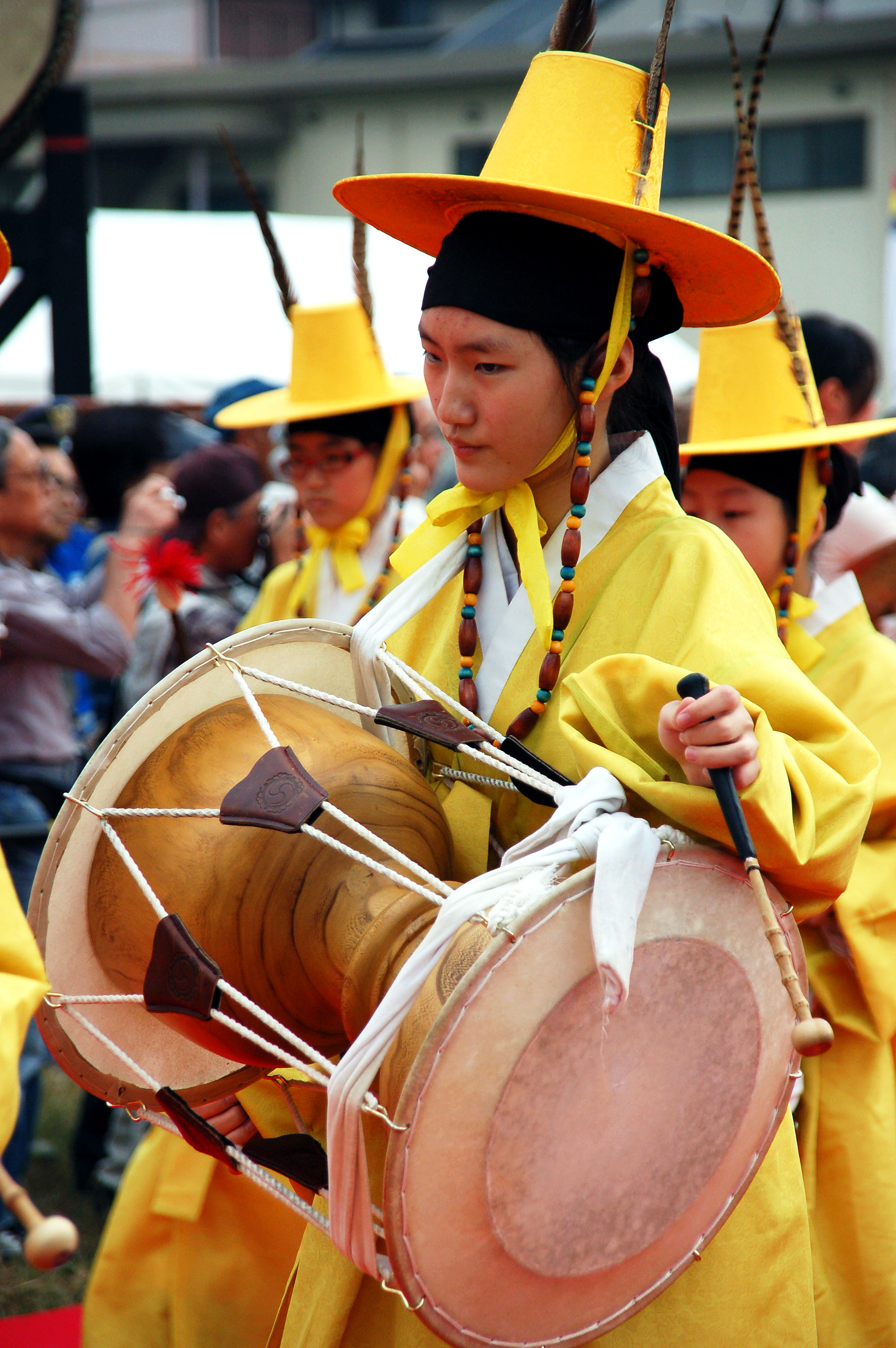
Un intèrpret de janggu

Tradicionalment el janggu es toca utilitzant el yeolchae amb la mà dreta (sons aguts) i el bare amb la mà esquerra (sons greus). Un exemple d'això el podem trobar en intèrprets de pungmul, quan fan cançons populars concretes o als rituals xamanistes. Però avui, és comú veure l'ús de gungchae i yeolchae junts. El janggu pot ser tocat al terra com la música tradicional sanjo música o es pot portar penjat a l'espatlla amb una corretja.
El janngu sovint es classifica com un instrument d'acompanyament per la seva naturalesa flexible i per l'agilitat de ritmes complexos que permet. Des del moment en què els músics poden utilitzar indistintament o les baquetes o les mans, poden generar diversos sons i tempos, alhora que els poden recrear segons l'estat d'ànim del públic. Amb aquesta capacitat, un músic destre pot ballar movent les espatlles amunt i avall fent que el públic hi acabi participant i el segueixi.
El janggu, present a tota la música de Corea, pot ser tocat tant per professionals com per músics no prefessionals,